# Cees Zwaan

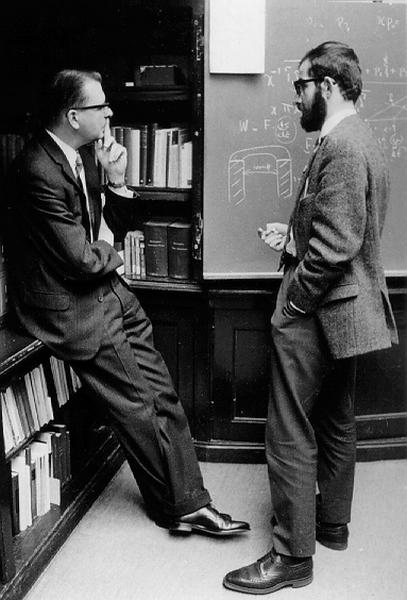
Kees Zwaan (links) bespreekt magnetische fluxbuizen met coronale lussen op het zonsoppervlak met Hans Rosenberg, Sterrewacht Sonnenborgh Utrecht, 1967

Cornelis (Cees of Kees) Zwaan (Doorn, 24 juli 1928 - Doorn, 16 juni 1999) was een Nederlands astronoom en zonnefysicus.

## Biografie

### Loopbaan
Na zijn eindexamen HBS-B studeerde Cees Zwaan van 1946 tot 1954 wis-, natuur- en sterrekunde aan toen de Rijksuniversiteit Utrecht, onderbroken door een militaire diensplicht van twee jaar. Op 6 december 1965 promoveerde hij op het proefschrift Sunspot models. A study of sunspot spectra bij professor M.G.J. Minnaert in Utrecht. In zijn promotietijd was hij natuurkundeleraar in het middelbaar onderwijs van onder meer Ed van den Heuvel. In 1966 en 1967 werkte hij bij het Sacramento Peak Observatory voor zonneonderzoek in New Mexico, Verenigde Staten. Later was hij voorzitter van de Nederlandse Astronomenclub. In 1968 werd Zwaan universitair docent (lector). 
Op 20 december 1979 werd hij benoemd tot gewoon hoogleraar Astrofysica te Utrecht met als aandachtsveld de atmosferen van zon en sterren met ingang van 1 januari 1980. Zwaan was betrokken bij de bouw van de Dutch Open Telescope (DOT) voor zonswaarnemingen in het Observatorium Roque de los Muchachos op La Palma. Hij begeleidde de academische promoties van vele promovendi en vormde de grootste school van onderzoekers op de Utrechtse sterrenwacht. 1 augustus 1993 ging hij met emeritaat en op 14 oktober 1993 hield hij zijn afscheidsrede Wetenschap als samenspel. Met Karel Schrijver schreef hij het handboek Solar and Stellar Magnetic Activity.

### Onderzoek: zonnevlekken, spectroscopie en fluxbuizen
Zijn onderzoek betrof eerst zonnevlekken en spectroscopie van gassen in sterren met niet-lokaal thermodynamisch evenwicht (non-local thermodynamic equilibrium, NLTE), maar later de magnetohydrodynamica van magnetische fluxbuizen op en boven het oppervlak van sterren, bijvoorbeeld de zon. Zwaan bedacht het concept van deze fluxbuizen dat door zijn promovendus Henk Spruit in diens proefschrift Magnetic Flux Tubes and Transport of Heat in the Convection Zone of the Sun (1977) werd uitgewerkt. De convectie van heet gas van binnen naar het zonsoppervlak houdt daar op omdat fotonen er met hun energie kunnen ontsnappen, wat leidt tot de vorming van granulen ("pannekoekjes") op het zonsoppervlak. Het hete gas koelt af en stroomt aan de randen terug omlaag in de zogenaamde integranulaire lanen tussen de granules in.
Het magnetisch veld verbonden aan het geïoniseerde gas kan niet weg en concentreert zich tot kilogauss waardes, zodat de magnetische druk in dit gas de gasdruk deels compenseert. Er ontstaan relatief lege en daardoor rechtop staande fluxbuizen van gas. Deze fluxbuizen zijn helderder dan hun omgeving omdat men er dieper in kan kijken naar de hete wanden van de kuil. Het magnetisch veld in de fluxbuis onderdrukt de convectie van het gas (maakt het stroperig) maar als de fluxbuis dun is wordt de straling van de wel hete wanden van de fluxbuis zichtbaar. Bij grotere fluxbuizen (als de pores groter zijn de umbrae) tellen de wanden minder mee, die zijn donker. In de wanden van de fluxbuizen wordt de gasstroming en dus de convectie onderdrukt, zodat de temperatuur daar lager is.
Op het schoolbord van de foto met Hans Rosenberg vraagt Zwaan zich af hoe de fluxbuizen zich aan de bovenkant rondsluiten en daar coronale lussen vormen, de expertise van Hans Rosenberg. In 1977 was Zwaan de eerste met zijn vergelijkend onderzoek van magnetische activiteit van sterren en de zon.

## Promovendi
Promoties met Cees Zwaan als promotor of copromotor aan de Universiteit Utrecht, behalve die van Robbert Groenenveld (1974) aan de Rijksuniversiteit Groningen en Jan van Paradijs (1965) aan de Universiteit van Amsterdam.
| Promovendus                                                      | Proefschrift | Jaar maand/dag |
| ---------------------------------------------------------------- | --- | -------------- |
| van Ballegooijen, Aad (A.A.) co-promotor dr. H.C. Spruit         | Sunspots and the physics of magnetic flux tubes in the sun | 1982 11/29     |
| Brants, J.J.                                                     | Observational study of the birth of a solar active region | 1985 11/27     |
| Bruls, Jo (J.H.M.J.) copromotor dr. R. J. Rutten                 | Formation of Diagnostic Lines in the Solar Spectrum | 1992 12/07     |
| J.H.G.M. van Geffen co-promotor dr. P. Hoyng                     | Magnetic energy balance and period stability of the solar dynamo                                                                                                  | 1993 01/27     |
| Greve, Albert                                                    | High Resolution UV Observations and the Formation of the Solar Mg II Resonance Lines                                                                              | 1978 09/13     |
| Groenenveld, Robbert copromotor, promotor Stuart Robert Pottasch | An Analysis of Chromospheric Emission Lines at the 1962 Eclipse Rijksuniversiteit Groningen                                                                       | 1974           |
| Harvey-Angle, Karen Lorraine                                     | Magnetic bipoles on the sun | 1993 09/21     |
| Hoekzema, Nick (Nico Martinus)                                   | Statistical studies of dynamical structures in the quiet solar atmosphere (Statistisch onderzoek aan veranderlijke structuren in de rustige atmosfeer van de zon) | 1997 12/01     |
| Middelkoop, F.                                                   | Ca II H and K emission from late-type stars | 1982 07/05     |
| Oranje, Barto J. co-promotor dr. R.J. Rutten                     | Solar-type stellar chromospheres, an observational study of the outer atmospheres of cool stars                                                                   | 1985 09/25     |
| Jan van Paradijs (Johannes) copromotor, promotor David Koelbloed | Studies of Line Spectra of G- and K-Type Stars Universiteit van Amsterdam                                                                                         | 1975           |
| Parker, dr. Eugene Newman (eredoctoraat)                         | | 1986 06/11     |
| Rutten, René G.M.                                                | Magnetic activity of cool stars and its dependence on rotation and evolution                                                                                      | 1987 12/17     |
| Rutten, Robert Jelle                                             | Solar Eclipse Observations and Ba II Line Formation | 1976 06/22     |
| Schrijver, C.J. (Karel) co-promotor Dr R. Mewe                   | Stellar magnetic activity, Complementing conclusions based on solar and stellar observations                                                                      | 1986 09/22     |
| Spruit, Hendrik promotoren: Prof. dr M. Kuperus en Dr C. Zwaan   | Magnetic Flux Tubes and Transport of Heat in the Convection Zone of the Sun                                                                                       | 1977 03/16     |
| Strous, Louis                                                    | Dynamics in solar active regions: patterns in magnetic-flux emergence                                                                                             | 1994 12/08     |
| Tapping, Kenneth F. met Prof. dr J.M.E. Kuijpers                 | Discrete Microwave Sources in Solar Active Regions | 1995 06/07     |
| Uitenbroek, Han copromotor dr. R. J. Rutten                      | Partial redistribution modeling of the CaII K line: numerical method and solar applications                                                                       | 1990 12/03     |

## Publicaties
Onder meer
- 1965: Sunspot models. A study of sunspot spectra, proefschrift Utrecht
- 1968: The Structure of Sunspots, Annual Review of Astronomy and Astrophysics, vol. 6, p.135
- 1974: On the Relation Between Moving Magnetic Features and the Decay Rates of Sunspots, Chromospheric Fine Structure: Proceedings from IAU Symposium no. 56 held at Surfer's Paradise, Qld., Australia, 3-7 September 1973. Edited by R. Grant Athay. International Astronomical Union. Symposium no. 56, Dordrecht; Boston: Reidel, p.233
- (nl)  1976: met Brückner, W., Fotograferen van zonnevlekken met een 17-cm refractor, Zenit, 3. Jaarg., p. 13 - 17
- 1981: met Verbunt, F., Magnetic braking in low-mass X-ray binaries, Astronomy and Astrophysics, Vol. 100, p. L7-L9 (1981)
- 1981: met Vaiana, G. S. en anderen, Results from an extensive Einstein stellar survey, Astrophysical Journal, Vol. 245, p. 163-182 (1981)
- 1982: Magnetic Face of the Sun, Europhysics News, vol. 13, issue 1, pp. 10-12
- 1985: The Emergence of Magnetic Flux, Solar Physics, Vol.100, no. 1&2/oct, P. 397, 1985
- 1989: met Habets, G. M. H. J., Asynchronous rotation in close binary systems with circular orbits, Astronomy and Astrophysics, Vol. 211, p. 56-70 (1989)
- 1992: met Schrijver, C. J.; Balke, A. C.; Tarbell, T. D.; Lawrence, J. K., Fractals in Magnetograms, The solar cycle; Proceedings of the National Solar Observatory/Sacramento Peak 12th Summer Workshop, ASP Conference Series (ASP: San Francisco), vol. 27, p. 67
- 1993:  met Balke, A. C.; Schrijver, C. J.; Tarbell, T. D., Percolation theory and the geometry of photospheric magnetic flux concentrations, Solar Physics, Volume 143, Issue 2, pp.215-227
- (nl)  1993: Inzicht uit licht. 1. Kleuren en temperaturen van hemellichamen, Zenit, Jaarg. 20, Nr. 3, p. 106 - 110, en Inzicht uit licht. (2) De spectrale streepjescode en nog wat, Zenit, Jaarg. 20, Nr. 3, p. 132 - 136
- 1994: The Sun among the stars, Solar Surface Magnetism. NATO Advanced Science Institutes (ASI) Series C: Mathematical and Physical Sciences, Proceedings of the NATO Advanced Research Workshop, held Soesterberg, the Netherlands, November 1-5, 1993, Edited by Robert J. Rutten and Carolus J. Schrijver. Dordrecht: Kluwer Academic Publishers, 1994., p.3
- 1994:  met Harvey, K. L., Patterns in the solar magnetic field (Invited Review), Solar Magnetic Fields, Proceedings of the international conference held in Freiburg, Germany, June 29-July 2, 1993. Edited by Manfred Schüssler and Wolfgang Schmidt. Cambridge: Cambridge University Press, 1994., p.27
- 1999: met Strous, Louis H., Phenomena in an Emerging Active Region. II. Properties of the Dynamic Small-Scale Structure, The Astrophysical Journal, Volume 527, Issue 1, pp. 435-444.
- 2000: met Schrijver, Carolus J., Solar and Stellar Magnetic Activity (boek), New York : Cambridge University Press, 2000. (Cambridge astrophysics series ; 34)
- 2001: met Schrijver, Carolus J., Priest, Eric R.: Solar and stellar magnetic activity, Physics Today, Volume 54, Issue 9, September 2001, pp.54-56
- 2001: met Martens, Petrus C., Origin and Evolution of Filament-Prominence Systems, The Astrophysical Journal, Volume 558, Issue 2, pp. 872-887
- 2008: met Schrijver, C. J., Solar and Stellar Magnetic Activity (boek), Cambridge, UK: Cambridge University Press, 2008

## Vernoemd
- de planetoïde 9691 Zwaan, ontdekt door Cornelis Johannes van Houten, Ingrid van Houten-Groeneveld en Tom Gehrels op 24-09-1960 met het Palomar-observatorium, die in 2000 naar Zwaan vernoemd werd.[11]